# 石家庄市第二中学
38°03′7.71″N 114°28′21.58″E / 38.0521417°N 114.4726611°E
石家庄市第二中学（NO.2 Middle School of Shijiazhuang），简称石家庄二中，全国/河北省重点中学，河北省实验中学，河北省对外开放的窗口学校，国家教育部“现代教育技术实验学校”，中国人才研究会超常人才专业委员会成员校。现包括校本部、南校区、润德校区、西校区、石门校区、雄安校区、第一实验小学。
其中校本部占地85亩，南校区占地600余亩，建筑面积185178平米，绿化面积62787平米；西校区占地面积60亩。
截至2020年，校本部在校学生3000余人，教职工270人。南校区有教学班84个，学生5562人，教职员工338人。西校区有教学班30个，在校生1500人，教职工156名。
石家庄二中始终坚持以爱国主义为核心的多层次责任教育，教育教学成果斐然。学科竞赛培养体系专业，竞赛成绩屡创佳绩。高考成绩“双一流”上线率，一本上线率居河北省首位。校篮球队，“耀眼之星”啦啦操队多次荣获国家级、省级、市区级多项奖项。

## 校园文化[3]
办学理念：学生好，一切都好
校训：坚毅、勤奋、诚朴、健美
校色：蓝色
育人目标：为培养未来的政治领袖、科技精英和各行各业的领军人物奠定基础